# السنة الدولية للتنوع البيولوجي

شعار السنة الدولية للتنوع البيولوجي

كانت السنة الدولية للتنوع البيولوجي (IYB) بمثابة احتفال لمدة عام بالتنوع البيولوجي وأهميته، وقد أقيم على المستوى الدولي في عام 2010. وتزامنا مع تاريخ هدف التنوع البيولوجي 2010، تم إعلان هذا العام من قبل الدورة الحادية والستين للجمعية العامة للأمم المتحدة في عام 2006.
وكان المقصود منها المساعدة في رفع مستوى الوعي بأهمية التنوع البيولوجي من خلال الأنشطة والأحداث، والتأثير على صناع القرار، و"رفع التنوع البيولوجي إلى مستوى أقرب إلى قمة جدول الأعمال السياسي". 

## خلفية
أعلنت الجمعية العامة للأمم المتحدة عام 2010 سنة دولية للتنوع البيولوجي (القرار 61/203). وتزامن هذا العام مع هدف التنوع البيولوجي لعام 2010 الذي اعتمدته الأطراف في اتفاقية التنوع البيولوجي ورؤساء الدول والحكومات في القمة العالمية للتنمية المستدامة في جوهانسبرغ عام 2002. 
وكانت أمانة اتفاقية التنوع البيولوجي، ومقرها مونتريال، كندا، تتولى تنسيق حملة السنة الدولية للتنوع البيولوجي.
تم إنشاء اتفاقية التنوع البيولوجي في قمة الأرض في ريو دي جانيرو عام 1992، وهي معاهدة دولية لحفظ التنوع البيولوجي واستخدامه المستدام والتقاسم العادل لمنافع التنوع البيولوجي. تتمتع اتفاقية التنوع البيولوجي بمشاركة شبه عالمية، حيث بلغ عدد الأطراف فيها 193 طرفًا.

## الأهداف الرئيسية في رؤية الأمم المتحدة
وكانت الأهداف الرئيسية للسنة الدولية للتنوع البيولوجي هي:
- تعزيز الوعي العام بأهمية الحفاظ على التنوع البيولوجي والتهديدات الأساسية التي يتعرض لها التنوع البيولوجي
- رفع مستوى الوعي بإنجازات إنقاذ التنوع البيولوجي التي حققتها المجتمعات والحكومات
- تعزيز الحلول المبتكرة للحد من التهديدات التي يتعرض لها التنوع البيولوجي
- تشجيع الأفراد والمنظمات والحكومات على التحرك فوراً لوقف فقدان التنوع البيولوجي
- بدء الحوار بين أصحاب المصلحة حول ما يجب القيام به في فترة ما بعد عام 2010

### الشعار
التنوع البيولوجي هو الحياة. التنوع البيولوجي هو حياتنا. 

## روابط خارجية
- السنة الدولية للتنوع البيولوجي
- اتفاقية التنوع البيولوجي
- مصادر الإنترنت للسنة الدولية للتنوع البيولوجي (بواسطة vifabio)